# Централноафрикански CFA франк
Централноафриканският CFA франк (на френски: Franc CFA BEAC, Franc de la Coopération Financière en Afrique centrale) е паричната единица на шест африкански държави, които са част от валутната зона на франка.

## История
С указ на френското правителство от 26 декември 1945 г. CFA франкът е въведен като валута на френските територии на Западна и Централна Африка. Емитирането му на територията на Френска екваториална Африка е извършено от Централното бюро на отвъдморска Франция. На 20 януари 1955 г. е създаден Институтът по емисиите на Френска екваториална Африка и Камерун, на който са прехвърлени емисионните функции. На 14 април 1959 г. на базата на Института за емисии е създадена Централната банка на Екваториална Африка и Камерун.
С Конвенцията за парично сътрудничество от 22 ноември 1972 г. паричният съюз е реорганизиран, създадена е нова централна банка – Банка на централноафриканските държави. Тя започва дейността си на 2 април 1973 г.
Екваториална Гвинея се присъединява към паричния съюз през 1983 г., като заменя собствената си парична единица, Еквеле, с Централноафриканския CFA франк през 1986 г.
На 25 април 2023 г. се провежда министерската среща на Икономическата и валутна общност на Централна Африка (Cemac) и Франция. По-специално беше обсъдена темата за CFA франка. От френска страна гаранцията, предоставена на CFA франка, и уверението за неговата конвертируемост се възприема като вектор на икономическа стабилност за региона. Франция остава „отворена“ и „на разположение“, за да продължи напред към реформа на паричното сътрудничество в Централна Африка, както успя да се осъществи в Западна Африка. Франция казва, че е готова да приеме предложенията на CEMAC. Архив на оригинала от 2023-06-09 в Wayback Machine..

## Монети
През 1973 г. започва сеченето на монети с името на Банката на централноафриканските държави от 5 франка, през 1974 г. – 1 и 10 франка, през 1975 г. – 25 франка. Монетите от тези купюри са от една и съща серия за всички страни. През 1976 г. започва сеченето на монети от 50 и 500 франка, което показва буквеното обозначение на страната (A – Чад, B – Централноафриканска република, C – Конго, D – Габон, E – Камерун). От 1996 г. буквите на страната не са показани на монети.
Екваториална Гвинея (единствената испаноезична страна на съюза) през 1985 г. издава монети от 5, 25 и 50 франка, които се различават от монетите от общата валута, като посочват валутата на испански (франкос), както и пълното име на страната на лицевата страна (а не азбучен код, както върху монети на други страни). През 1986 г. е издадена само една монета от тази валута – 50 франка, в следващите години монети от този тип не са сечени. През 1992 г. започва сеченето на монети от 100 франка, а през 1998 г. – 500 франка нова серия. През 2006 г. започва пускането в обращение на монети от нов тип от 1, 2, 5, 10, 25, 50, 100 и 500 франка.

## Банкноти
През 1973 г. е започнато издаването на банкноти от 1972 г. На банкнотите, емитирани от различни страни, в допълнение към името на банката, е посочено и името на страната. Дизайнът на банкнотите е различен за различните страни. Банката на държавите от Централна Африка предстои да пусне нов асортимент от банкноти в шест държави от Централната Африканска икономическа и парична общност. Те ще заменят старите банкноти, официално пуснати в обращение през ноември 2003 г.